# Carmen Agulló Díaz
María de Carmen Agulló Díaz (Ginzo de Limia, provincia de Orense, 1957) es una profesora titular de Teoría e Historia de la Educación en la Universidad de Valencia. Además de ser escritora de libros, es una de las investigadoras con mayor prestigio en el ámbito español alrededor de la historia de la educación de las mujeres, especialmente en los docentes y las docentes republicanas. Es también muy reconocida en este ámbito por su participación en el documental dirigido en 2013 por Pilar Pérez Solano, Las Maestras de la República, ganador del premio Goya a la mejor película documental el 2014

## Biografía
Esta gallega, a pesar de que vive en tierras valencianas desde 1978, inició sus estudios al Academia Santa Marina de Ginzo de Limia. Cursó el Bachillerato al Colegio de las Carmelitas de Orense y al Instituto Nacional Femenino de Vigo. Ha cursado estudios de Pedagogía y Psicología en la Universidad de Santiago de Compostela (primera promoción Colegio Universitario de Orense) y la Licenciatura de Psicología en la Universidad Complutense de Madrid y en la Universidad de Valencia. Fruto de estos estudios, es licenciada en Psicología y en Filosofía y Ciencias de la Educación, y doctora en Pedagogía. Profesora titular del Departamento de Educación Comparada e Historia de la Educación de la Universidad de Valencia. A pesar de haber ejercido de psicóloga en el gabinete municipal en el Ayuntamiento de Luchente, hoy por hoy imparte clase a las Facultades de Filosofía y Ciencias de la Educación y de Magisterio, en Valencia y Onteniente.
Su labor como investigadora se dirige a recobrar la historia de la educación en Valencia (sobre todo durante el periodo de la Segunda República y el régimen franquista), centrándose también a dar voz a las mujeres durante la historia de la educación y en la recuperación del patrimonio histórico educativo valenciano y la defensa de la educación pública. Entre sus publicaciones podemos destacar Maestras valencianas republicanas, Una escuela rural republicana, con el catedrático Juan Manuel Fernández Soria; La renovación pedagógica en el País Valenciano, con el profesor Alejandro Mayordomo Pérez, y  Antonia Maymon. Anarquista, maestra, naturista, obra póstuma de la escritora y documentalista bocairentina Pilar Molina Beneyto. En la actualidad acaba de publicar Mestres de Mestres. 150 anys de formació de mestres valencianes con Blanca Juan, en una investigación pionera sobre la Escuela Normal Femenina de Valencia.
Actualmente, combinando sus tareas como investigadora y docente, es presidenta (2022)  de la Societat d'Història de l'Educació dels  Països de Llengua Catalana (filial del Institut d'Estudis Catalans), asociación fundada en 1979. Dentro de las tareas en las cuales ha sido involucrada en esta sociedad, podemos resaltar que ha sido miembro de la comisión organizadora de las XXII Jornadas de Historia de la Educación y de las ocho ediciones de las Jornadas de Historia de la educación valenciana. Ha sido miembro fundadora y primera presidenta del Institut d'Estudis de la Vall d'Albaida (IEVA). El 2016 fue galardonada con el premio a la Trayectoria Individual de Escuela Valenciana y el año siguiente, el 2017, con uno de los premios Nueve de octubre que entrega cada año el Ayuntamiento de Ontinyent en reconocimiento por el esfuerzo y la actitud en beneficio de la sociedad.
Ha colaborado en varios documentales, entre los que podemos recordar los dedicados a las maestras Empar Navarro Giner, Enriqueta Agut Armer, Guillermina Medrano y Empar Granell-  emitidos por À punt-, La primera toga, sobre la abogada Ascensión Chirivella; En el yunque de la desgracia, sobre la maestra Paquita Sanchis, Crónica d'una dona lluitadora, sobre la maestra Carmen Valero, y, dirigidos por Pilar Pérez Solano, València, capital de la República y Las maestras de la república, premiado con un Goya en 2014.

## Obra publicada
- Agulló Díaz, M. C. (1991). Escola i República: Montaverner (1931-1939). Montaverner: Ayuntamiento de Montaverner.
- Agulló Díaz, M. C. 1994). Escola i República: la Vall d'Albaida, 1931-1939. Valencia: Diputación de Valencia.
- Agulló Díaz, M. C. (1994). La educación de la mujer durante el franquismo y su evolución en Valencia (1951-1970). Valencia: Universidad de Valencia.
- Agulló Díaz, M. C. i Fernández Soria, J. M. (1999). Maestros valencianos bajo el franquismo: la depuración del magisterio, 1939-1944. València: Institució Alfons el Magnànim.
- Agulló Díaz, M. C., Espí Espí, V. i Juan Soriano, E.(2001). Memòria de la utopia: CCOO de la Vall d’Albaida. Benicull del Xúquer: 7 i Mig.
- Agulló Díaz, M. C. i Fernández Soria, J. M. (2002). Los temas educativos en las Memorias del Magisterio Valenciano (1908-1909). Valencia: Universidad de Valencia.
- Agulló Díaz, M. C., Calpe Clemente, V. i Fernández Sória, J. M. (2004). Una escuela rural republicana. Valencia: Universidad de Valencia.
- Agulló Díaz, M. C. i Mayordomo Pérez, A. (2004). La renovació pedagògica al País Valencià. Valencia: Universidad de Valencia.
- Agulló Díaz, M.C i Malonda, Batiste (2005)  Valencià a l'escola: memòria i testimoni: Centre d'Estudis i Investigacions Comarcals Alfons el Vell, 2005
- Agulló Díaz, M. C. (2008). Mestres valencianes republicanes: las luces de la República. Valencia: Universidad de Valencia.
- Agulló Díaz, M. C. i Payà Rico, A. (2012). Les cooperatives d’ensenyament al País Valencià i la renovació pedagògica (1968-1976). Valencia: Universidad de Valencia.[13]
- Agulló Díaz, M. C. i Molina Beneyto, P. (2014). Antonia Maymon: anarquista, maestra, naturista. Barcelona: Virus.
- Agulló Díaz, M. C. (2019) introducció del llibre de Leonor Serrano Dones, treball i educació. Vic: Eumo.
- Martorell, Manu; Marqués, Salomó; Agulló Díaz, M. C. (2019) Pioneres. Història i compromís de les germanes Úriz Pi Barcelona: Pol·len.
- Agulló Díaz, M. C. (2020). Mestres valencianes republicanes: les llums de la República. Valencia: Universidad de Valencia.
- Agulló Díaz, M. C. i Juan Agulló, Blanca (2020) Mestres de mestres. 150 anys de formació de mestres valencianes.  Valencia: PUV.
- Agulló Díaz, M. C., Moreno, Emilia, Pérez Jackie (2021). Josefina Juste. Cinco exilios y una militancia. La linterna sorda.
- Agulló Díaz, M. C. i altres (2021). Afussellats. Mestres i republicans. Perifèric edicions.
- Agulló Díaz, M.C. i altres (2022) Mulleres imprescindibles. Educadoras  na vangarda do século XX, Kalandraka.